# S-Zug (Belgien)

Logo der S-Züge in Belgien

Karte der S-Zug-Netze in Belgien, Stand 2022

Der S-Zug (niederländisch S-trein, französisch train S), abgekürzt S, ist eine Zuggattung des Schienenpersonenverkehrs in Belgien, die 2015 eingeführt wurde. Sie ist in fünf Ballungsräumen anzutreffen, die ersten S-Züge wurden 2015 in der Region Brüssel eingeführt. Bis auf eine Linie in Lüttich, werden sie von der Nationalen Gesellschaft der Belgischen Eisenbahnen (NMBS/SNCB) betrieben. Die Linien werden mit dem Präfix S bezeichnet, zuvor wurden die Verbindungen als L-Züge eingeordnet. Als Logo wird ein blaues S auf kreisrundem gelbem Hintergrund verwendet.
Jeweils eine S-Zug-Linie der Netze in Antwerpen und in Lüttich überschreitet die niederländische Grenze und bindet die Städte Roosendaal bzw. Maastricht an. Seit dem 10. Dezember 2023 verkehren S-Züge von Lüttich grenzüberschreitend bis nach Aachen Hbf in Deutschland. Im S-Zug-Netz von Charleroi gibt es einzelne Fahrten nach Maubeuge in Frankreich.

## Liste
| Stadt     | Linien | Eröffnungsdatum   |
| --------- | ------ | ----------------- |
| Antwerpen | 4      | 3. September 2018 |
| Brüssel   | 12     | 13. Dezember 2015 |
| Charleroi | 4      | 3. September 2018 |
| Gent      | 3      | 3. September 2018 |
| Lüttich   | 4      | 3. September 2018 |